# Lucius
För andra betydelser, se Lucius (olika betydelser).
Lucius är ett mansnamn som härstammar från antikens Rom. Lucius härstammar förmodligen från det latinska ordet lux som betyder ljus.

## Personer
- Lucius I (död 254), påve